# أكاديمية جيش التحرير الشعبي الصيني للعلوم العسكرية
أكاديمية جيش التحرير الشعبي الصيني للعلوم العسكرية (بالصينية: 中国人民解放军军事科学研究院) (بالإنجليزية: The Academy of Military Science of the Chinese People's Liberation Army (AMS))‏؛ أعلى معهد بحثي تابع لجيش التحرير الشعبي الصيني في الصين، ويقع مقرها في العاصمة بكين. يرأسها منذ يونيو 2017 الفريق «يانغ شيوجون»، في حين يشغل الفريق «فانغ شيانغ» منصب المفوض السياسي.